# Arizona
L'Arizona (/ariʣˈʣɔna/, in inglese , [ærɪˈzoʊnə]) è uno Stato federato del sud-ovest degli Stati Uniti d'America (il 48º a essere ammesso nell'Unione, sigla AZ) che fa parte della Regione delle Montagne Rocciose. È anche parte degli Stati Uniti d'America sud-occidentali. Confina a ovest con la California e il Nevada, a nord con lo Utah e, in un solo punto, con il Colorado, a est con il Nuovo Messico e a sud con il Messico. Il confine dell'Arizona con il Messico è di 389 miglia (626 km) di lunghezza, sul confine settentrionale degli stati messicani di Sonora e Baja California. È il sesto più grande e il 16º più popoloso dei cinquanta stati. La sua capitale e città più grande è Phoenix. Altre città importanti sono Tucson, Flagstaff, Yuma e Mesa.
Lo Stato dell'Arizona è stato il 48º e ultimo degli stati contigui a essere ammesso all'Unione, ottenendo statualità il 14 febbraio 1912 (dopo l'Arizona sono entrati a fare parte degli USA solo Alaska e Hawaii, i cui territori però non sono direttamente collegati al resto degli Stati Uniti d'America). In precedenza faceva parte del territorio dell'Alta California in Nuova Spagna, prima di diventare indipendente dal Messico e in seguito ceduto agli Stati Uniti d'America dopo la guerra messico-statunitense. La porzione meridionale dello Stato è stata acquisita nel 1853 attraverso l'Acquisto Gadsden.
Il soprannome dell'Arizona è Grand Canyon State (usato anche nelle targhe automobilistiche, in onore del Grand Canyon), ma sono abbastanza diffusi anche Baby State (in quanto è il più giovane stato degli USA continentali) e Sweetheart State (in relazione alla sua entrata negli USA il giorno di San Valentino).
L'animale scelto come simbolo dell'Arizona è il gatto dalla coda anellata (chiamato anche bassarisco del Nordamerica), un mammifero simile al procione.
L'Arizona è noto per il clima desertico della sua metà meridionale, con estati molto calde e inverni abbastanza miti. Oltre al Grand Canyon National Park, ci sono diverse foreste, parchi e monumenti nazionali. Circa un quarto dello Stato è composto da riserve indiane, che costituiscono il territorio di residenza di un certo numero di tribù di nativi americani. Tra i suoi luoghi più famosi vi sono il Grand Canyon, la Monument Valley, il Meteor Crater, l'Horseshoe Bend e il Deserto di Sonora.

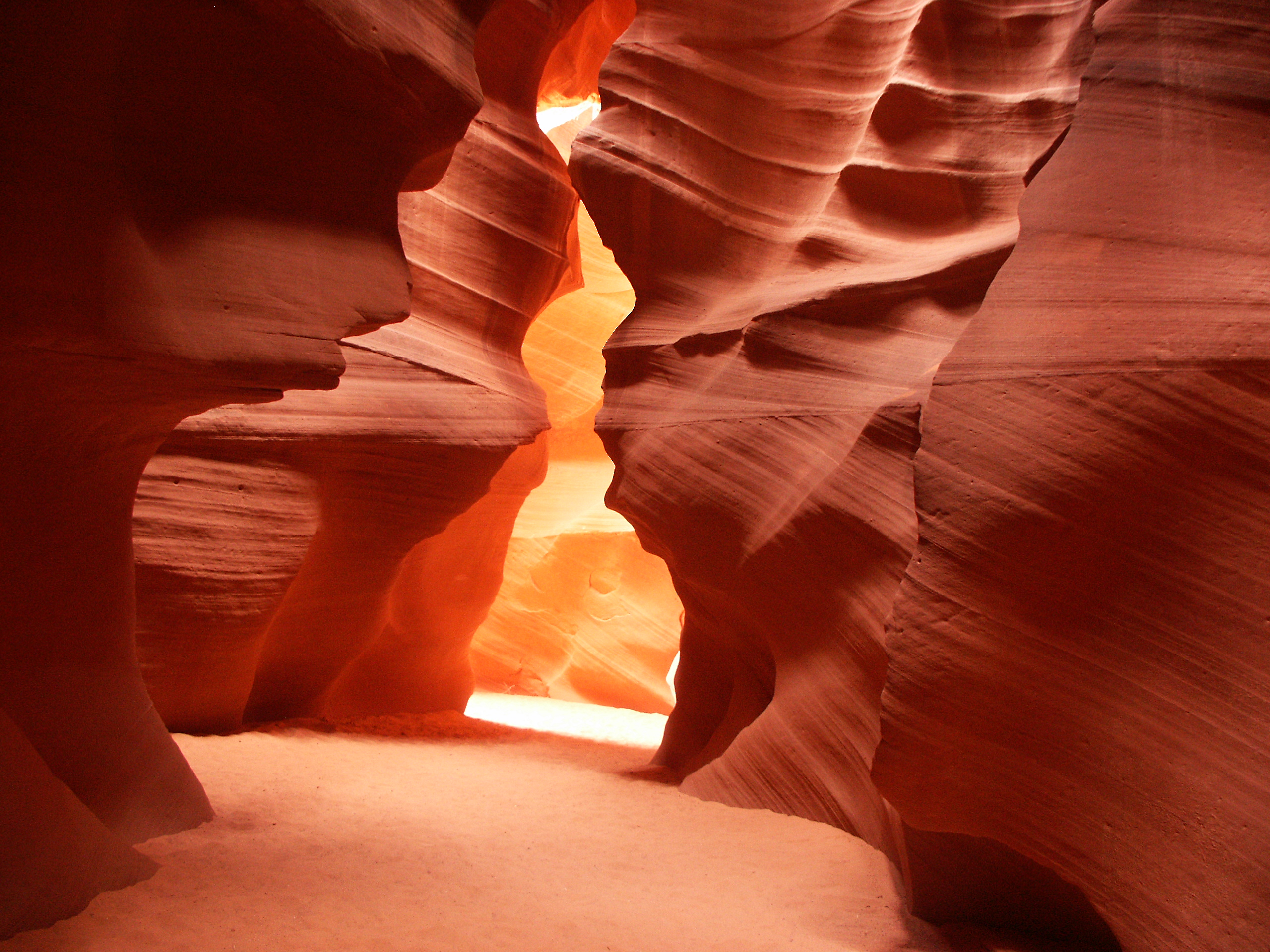
Interno dell'Antelope Canyon, nei pressi di Page

## Geografia
Con una superficie di 295.254 km² l'Arizona è il sesto Stato degli Stati Uniti d'America per grandezza. Confina a sud con il Messico, a ovest con California e Nevada, a nord con lo Utah, a nord-est in un solo punto con il Colorado (è il famoso punto di confine quadruplo, "Four Corners") e a est con il Nuovo Messico. Circa il 15% del suo territorio è di proprietà privata. Il resto è tutto di competenza pubblica con parchi e foreste statali e federali, aree protette e riserve dei Nativi americani.
L'Arizona è famoso per i suoi paesaggi desertici punteggiati da cactus. È risaputo anche quanto siano estremamente calde le sue estati e miti gli inverni. Meno note sono le sue distese di pini nelle alture dell'altopiano del Colorado nella parte centro-settentrionale dello Stato, che contrastano con la regione desertica meridionale caratterizzata dal susseguirsi di catene montuose e profonde zone vallive.
Come nel resto del sud-ovest degli Stati Uniti d'America, nell'Arizona c'è una grande varietà di paesaggi. Più della metà dello Stato è coperto da montagne o altopiani con, tra l'altro, la più grande presenza di pini del tipo "ponderosa" di tutti gli Stati Uniti d'America. Il Mogollon Rim è una formazione rocciosa di arenaria e calcare che i fenomeni erosivi hanno disegnato stagliandola per un'altezza di 600 m e che attraversa il settore centrale dello Stato segnando il limite sud-occidentale dell'altopiano del Colorado, proprio laddove nel 2002 si ebbe un enorme incendio (Rodeo-Chediski fire) la cui devastazione è ancora tangibile.

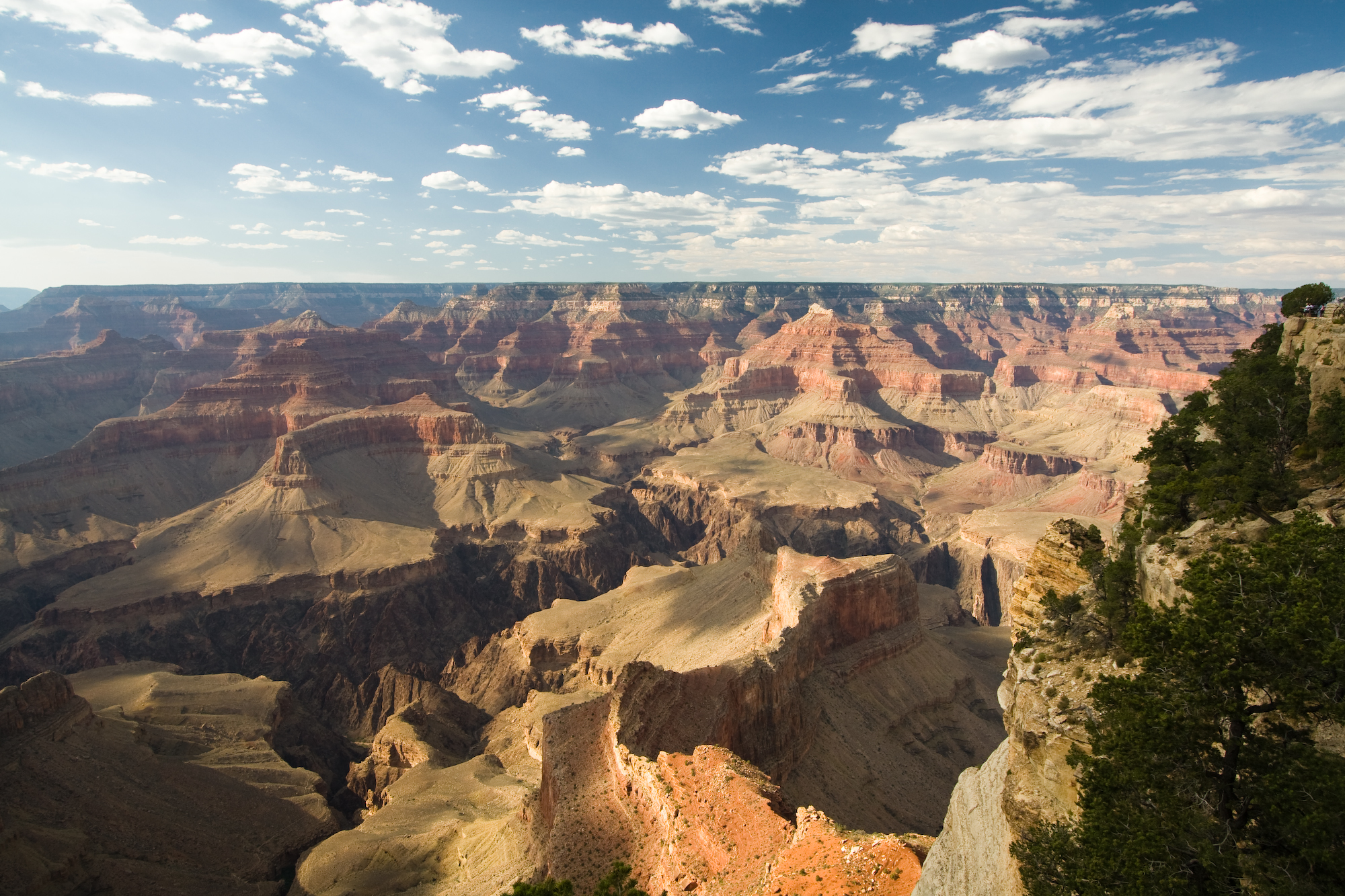
Veduta del Grand Canyon

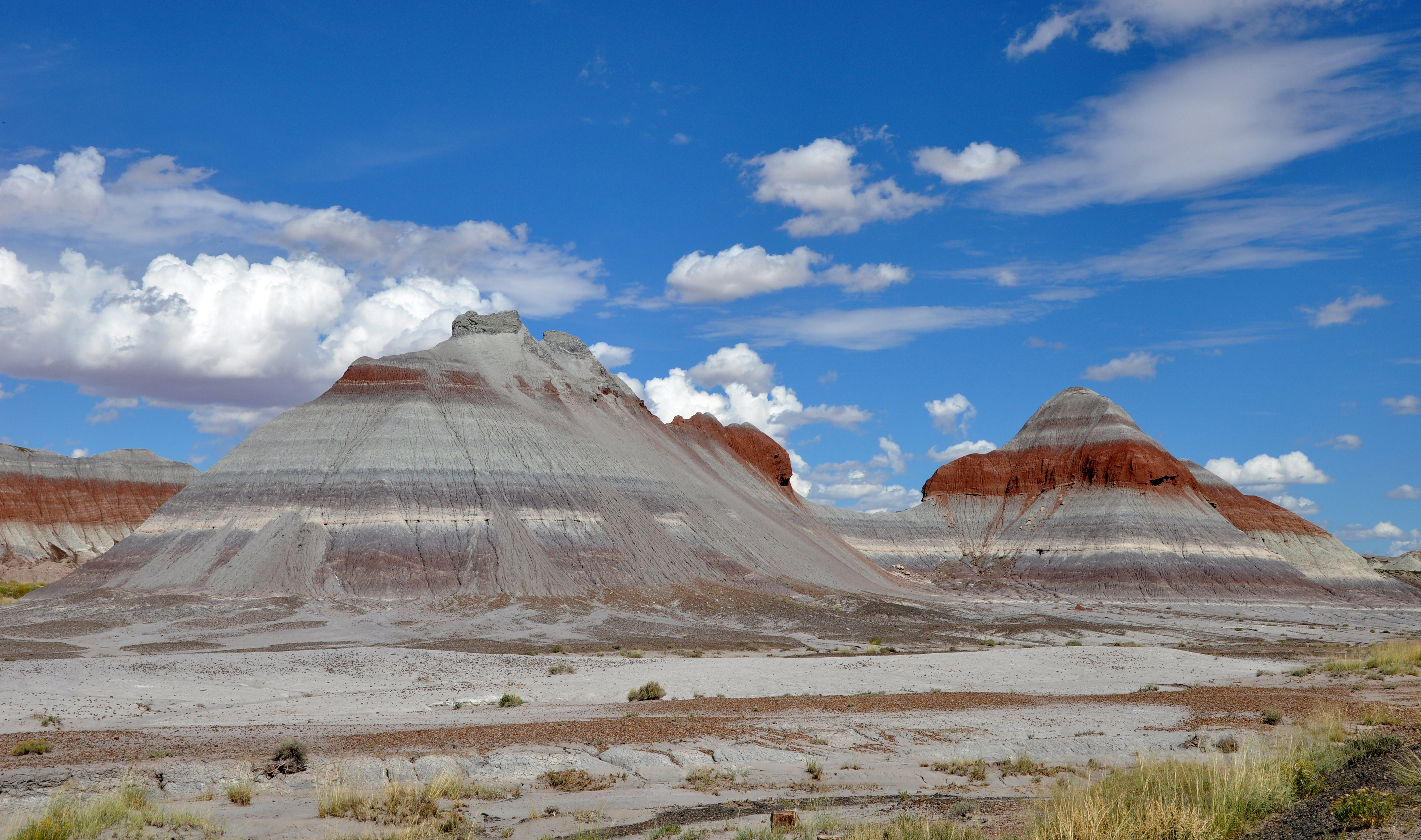
Foreste pietrificate nel Parco Nazionale dell'Arizona

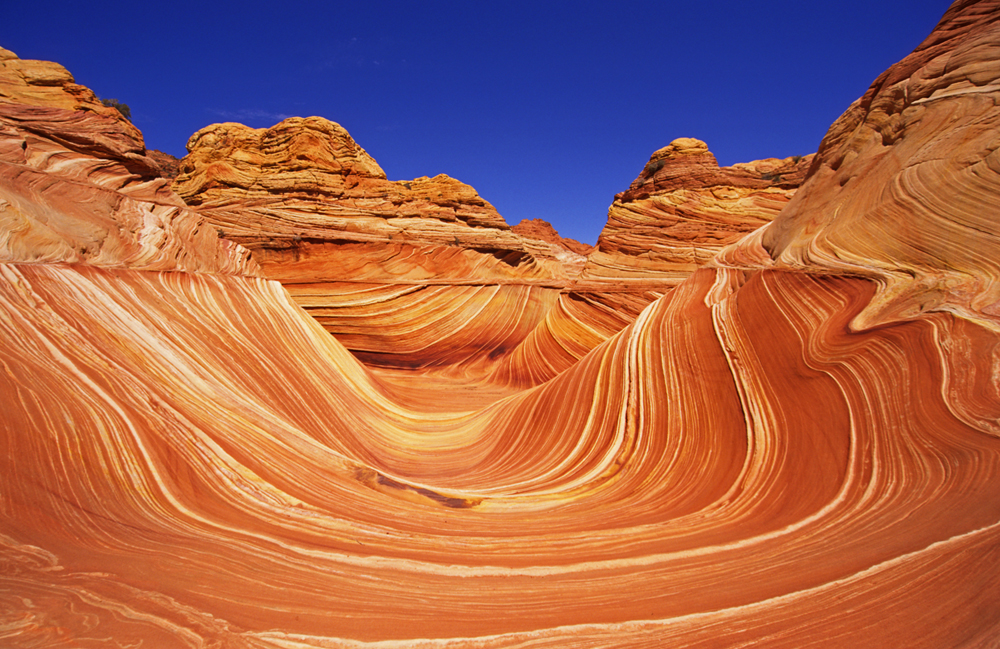
The Wave, Vermillion Cliffs

Nel nord dello Stato, seguendo il corso del fiume Colorado, si susseguono gole profondissime che si aprono su di un paesaggio maestoso, vivacemente colorato e tanto spettacolare da essere diventato uno dei siti più famosi del mondo e una delle immagini con le quali si identificano spesso gli interi Stati Uniti; è il cosiddetto Grand Canyon. Il Grand Canyon National Park, tra i più importanti e visitati del Paese, ebbe tra i maggiori promotori il presidente Theodore Roosevelt che partecipando a battute di caccia al coguaro rimase colpito dallo scenario.
Il canyon si deve all'azione erosiva del fiume Colorado nel corso di milioni di anni: è lungo circa 446 km, è compreso in un massiccio montuoso che ha un'ampiezza che va dai 6 ai 29 km ed è inciso per una profondità di più di 1,6 km.
L'Arizona è anche sede di uno dei più grandi e meglio conservati siti di impatto di meteoriti sulla terra: il Meteor Crater. Questo cratere meteoritico è un buco gigantesco (1200 m di diametro, 180 m di profondità) nel bel mezzo di una pianura dell'altopiano del Colorado, circa 40 km a ovest della cittadina di Winslow.
L'Arizona è l'unico Stato degli Stati Uniti continentali nel quale non si osserva l'ora legale. Fa eccezione la riserva Navajo sita nel nord-est dello Stato.

### Clima
L'Arizona ha un clima particolarmente arido nel suo complesso (da qui, come detto, anche una delle ipotesi all'origine del suo nome). La presenza di catene montuose a ovest e la lontananza dall'Oceano Pacifico impediscono alle depressioni provenienti dall'oceano e cariche di umidità, che di per sé sono già molto poche per la bassa latitudine alla quale l'Arizona si trova, tra 36ºN e 31ºN, di giungere sullo Stato anche nelle sue estremità più occidentali.
La capitale Phoenix, situata nel sud, riceve mediamente ogni anno 90-100 mm di pioggia (la soglia per indicare il deserto è 250 mm annui) distribuiti in modo irregolare (questo perché dipendono dall'entità dei fronti perturbati che provengono da ovest) da settembre a luglio (talvolta può anche non piovere mai per tutti questi mesi). Da metà luglio a fine agosto invece può piovere anche più frequentemente e sotto forma di forti temporali anch'essi irregolari in tutta la valle (la zona pianeggiante del sud Arizona); generalmente si vedono sempre precipitazioni in questo periodo. Il fenomeno è simile a ciò che avviene, su scala ovviamente minore, con i monsoni asiatici: la formazione di una depressione a carattere statico (cioè dovuta al forte riscaldamento) sulla zona centrale degli USA fa muovere masse umide dal golfo di California (dove la pressione è più alta perché l'aria è meno calda) che incontrando i rilievi sull'Arizona è costretta a salire di altitudine, a condensare e creare fenomeni temporaleschi.
Precipitazioni ancora inferiori a Yuma, nel sud-ovest, dove la media annua scende a 60-70 mm facendone la zona più siccitosa dell'intero Stato; relativamente meglio a Tucson, nel sud-est dove si raggiungono i 150 mm annui.
Le precipitazioni invece abbondano nel nord montuoso: a Flagstaff si arriva a circa 450 mm.

### Flora e fauna
L'Arizona, situata nel Sud-ovest degli Stati Uniti, ospita una straordinaria varietà di ecosistemi che spaziano dai deserti aridi alle foreste montane. Questa diversità ambientale si riflette in una ricca e peculiare flora e fauna, adattata a condizioni climatiche spesso estreme.
La vegetazione dell'Arizona è profondamente influenzata dalla presenza di tre principali deserti: il Sonora, il Mojave e il Chihuahua. La regione desertica è dominata da piante xerofile, capaci di sopravvivere a lunghi periodi di siccità. Nel deserto di Sonora, il più famoso tra questi, cresce il simbolico saguaro (Carnegiea gigantea), un cactus colonnare che può superare i 12 metri di altezza. Altre specie tipiche includono il cholla (Cylindropuntia sp.), il fico d'India (Opuntia sp.), il creosote (Larrea tridentata) e il palo verde (Parkinsonia sp.), albero simbolo dello stato. Nelle regioni montuose e negli altopiani, la vegetazione cambia radicalmente. Le foreste di conifere dell'altopiano del Colorado ospitano pini ponderosa (Pinus ponderosa), abeti di Douglas (Pseudotsuga menziesii) e ginepri (Juniperus sp.). Nelle zone più elevate dei monti Mogollón e delle White Mountains, si trovano anche abeti rossi (Picea spp.) e larici.
La fauna dell'Arizona è altrettanto varia, con specie adatte tanto agli ambienti desertici quanto a quelli forestali. Nel deserto, tra i mammiferi, spiccano il coyote (Canis latrans), la volpe grigia (Urocyon cinereoargenteus), il bobcat (Lynx rufus), e l'antilocapra (Antilocapra americana). Tra i roditori, molto comuni sono il ratto canguro (Dipodomys sp.) e il ratto mercante (Neotoma sp.). Tra i rettili, si trovano il mostro di Gila (Heloderma suspectum), lucertola velenosa endemica, e numerose specie di serpenti, tra cui il crotalo adamantino occidentale (Crotalus atrox). Nelle zone boschive, si incontrano cervi muli (Odocoileus hemionus), wapiti (Cervus canadensis), orsi neri (Ursus americanus), puma (Puma concolor) e numerose specie di uccelli rapaci come l'aquila reale (Aquila chrysaetos) e il falco pellegrino (Falco peregrinus). Una menzione speciale merita il corridore della strada (Geococcyx californianus), simbolo dei deserti del Sud-ovest, noto per la sua velocità e comportamento predatorio.
Grazie alla varietà di habitat, l'Arizona è considerata uno degli stati americani con la maggiore biodiversità. Tuttavia, numerose specie sono minacciate dalla perdita di habitat, dagli incendi boschivi e dai cambiamenti climatici. Parchi nazionali come il Grand Canyon, il Saguaro National Park, e riserve naturali statali svolgono un ruolo cruciale nella conservazione dell'ambiente naturale e delle specie autoctone.

## Origini del nome
Gli storici non concordano sull'etimologia del nome "Arizona" e la sua associazione alla regione. Quattro possibili origini sono:
- Dalla lingua O'odham: "alĭ ṣon" (piccola sorgente), in realtà nome di una piccola cittadina che viene chiamata "Arizonac" in inglese. Essa si trova a circa tredici chilometri a sud del confine con il Messico. Storicamente potrebbe essere stata "alĭ son" o "alĭ sona". In lingua O'odham la "l" suona per uno spagnolo o un inglese come una "r". Successivamente, nella metà del XVIII secolo, i missionari spagnoli modificarono le mappe dell'area, opera di padre Eusebio Francesco Chini; essi rinominarono la città di Arizonac come Arizona. Quando le mappe vennero ripubblicate e fatte circolare in Europa il nome Arizona rimase attaccato a tutta la parte settentrionale della Nuova Spagna.
- dal basco "aritz ona" (buone querce). Poco a sud del confine attuale tra l'Arizona e il Messico c'era un ranch chiamato Arizona, fondato dallo spagnolo di origine basca Bernardo de Urrea; nell'area vivevano anche altre famiglie di origine basca.[7]
- dallo spagnolo "árida zona" (zona arida).
- dall'azteco "arizuma" (filone d'argento). Nel 1736 venne fondato dagli spagnoli un piccolo campo minerario chiamato "Real Arissona" nei pressi di Arizonac.

## Suddivisione amministrativa
Lo Stato è suddiviso in quindici contee.

## Storia
La regione fu esplorata dagli spagnoli che l'aggregarono al vicereame della Nuova Spagna. I coloni anglosassoni vi arrivarono tardi. D'altronde per molti anni l'Arizona fu inabitabile: gli indiani Apache davano del filo da torcere a chiunque si avventurasse lontano dai forti e la rivoluzione messicana del 1810 ebbe ripercussioni fin qui. Nel 1848 gli USA vinsero la guerra contro il Messico e si appropriarono del Territorio del Nuovo Messico, comprendente l'Arizona. Divenne territorio autonomo nel 1863, ma fino al 1886 non ci fu pace con gli Indiani. Tant'è che soltanto il 14 febbraio 1912 l'Arizona venne ammesso come stato negli USA. Le sue cronache dell'Ottocento sono pittoresche, anche se riguardano quasi sempre episodi marginali. Città come Flagstaff e Mesa furono create dalla emigrazione verso la California. E Tombstone è forse la più famosa reliquia del Far West: qui avvenne il celebre duello dell'O.K. Corral, fra Wyatt Earp e la banda di Clanton, nel 1881.
L'Arizona fu, dal 1881 al 1895, proprietà privata di James Addison Reavis che ne prese possesso con il titolo di Barone de Arizonac y Caballero de los Colorados.
Come riuscirono a dimostrare solo quattordici anni più tardi, si trattava solo di una truffa.
A cambiare il destino dello Stato fu l'invenzione dell'aria condizionata, senza la quale sarebbe stato virtualmente impossibile vivere nel deserto in cui sono cresciute città come Phoenix e Tucson. Phoenix crebbe man mano che il deserto diventava meno deserto: nel 1900 aveva cinquecento abitanti, nel 1911 la prima diga lo rese coltivabile, nel 1926 arrivò la ferrovia, poi il complesso sistema di acquedotti del Central Arizona Project risolse definitivamente il problema idrico.

## Società

### Popolazione
L'Arizona ha una popolazione pari a 7 171 646 abitanti, suddivisa in diversi gruppi etnici:
- 59,6% bianchi non ispanici;
- 29,2% ispanici;
- 4,8 % nativi americani (le tribù più note sono i Navajo, i Mohave, gli Apache, gli Hopi);
- 3,8% afroamericani;
- 2,4% asiatici;
- 0,2% hawaiani e nativi di altre isole del Pacifico.

### Città
Città principali (abitanti, censimento 2018)
- Phoenix, 1 660 272
- Tucson, 553 667
- Mesa, 508 958
- Chandler, 257 165
- Scottsdale, 255 310
- Glendale, 250 702
- Gilbert, 248 279
- Tempe, 192 364
- Peoria, 172 259
- Surprise, 138 161

### Religione
- Cristiani: 85%
  - Protestanti: 43%
  - Cattolici: 35%
  - Mormoni: 6%
  - Altri cristiani: 1%
- Altre religioni: 2%
- Ebrei: 1%
- Non affiliati: 12
  - Atei: 6%
  - Agnostici: 3%

## Economia
Nel 2011 l'Arizona ha prodotto un reddito complessivo di 259 miliardi di dollari, paragonabile a quello di nazioni come Irlanda, Finlandia e Nuova Zelanda.
Il PIL pro capite dello Stato è di 40 828 dollari, il 39º negli USA. Il reddito pro capite dell'Arizona è storicamente inferiore alla media statunitense.
Le principali attività sono l'estrazione del rame, la coltivazione del cotone e il turismo.
È meno costoso vivere in una delle principali città dell'Arizona piuttosto che in una delle metropoli nella parte occidentale degli Stati Uniti. Di tutte le metropoli statunitensi, Phoenix risulta essere una di quelle dove il costo della vita è inferiore rispetto alla media nazionale.
L'agricoltura, a causa del clima piuttosto secco, è sostenuta da irrigazione artificiale, possibile grazie a grandi strutture di raccolta dell'acqua come la diga di Hoover (la seconda diga più grande al mondo) e produce soprattutto cotone, ortaggi, agrumi e frutta.
L'Arizona è uno Stato minerario per eccellenza: vi si trovano rame, molibdeno, oro, argento, uranio, mercurio, vanadio, asfalto, pomice, marne da cemento; il rame è il più presente e l'Arizona è tra i primi produttori negli USA. Il rame ha trainato lo sviluppo e la prosperità di questo Stato e viene utilizzato nella distribuzione elettrica, nei componenti elettronici, nei computer, nei frigoriferi, nella produzione di chiavi e monete.
Negli ultimi decenni molte aziende importanti hanno deciso di stabilirsi in Arizona, soprattutto grazie a un sistema di incentivi fiscali molto attraenti per le imprese; lo Stato inoltre vanta una forza lavoro specializzata e molto preparata. I principali comparti economici in Arizona, in termini di occupazione, sono l'aerospaziale, l'elettronica e la produzione di semi-conduttori.
In campo industriale è significativo l'apporto dell'industria cinematografica: fin dall'inizio dello scorso secolo i registi hanno trovato nella parte sudorientale dello Stato le location ideali per l'attività di produzione cinematografica. Sicuramente il clima, la costante presenza del sole e le infinite varietà di paesaggi (dune di sabbia, canyon, deserto, riserve indiane) hanno reso quest'area il posto ideale per la registrazione di innumerevoli film e serie televisive; in Arizona, per esempio, sono state girate molte scene della saga cinematografica di Star Wars. Inoltre, soprattutto in passato, sono stati girati moltissimi film di genere western, rendendo molto famose alcune località dello stato, come la Monument Valley.
In campo turistico ci sono siti che ogni anno attirano milioni di visitatori, come il Grand Canyon, la Monument Valley, l'Horseshoe Bend, il Parco nazionale della foresta pietrificata, il Deserto Dipinto, il Meteor Crater, il deserto di Sonora, le rocce di Chiricahua e il villaggio preistorico del Navajo National Monument.

## Istruzione

### Università statali
(Per numero di iscrizioni)
- Arizona State University
- University of Arizona
- Northern Arizona University

## Giustizia
L'Arizona mantiene la pena di morte che viene eseguita tramite l'iniezione letale. Tuttavia per i reati commessi prima del 1998 era possibile, solo se il condannato lo desiderava, utilizzare la camera a gas.

## Sport
Le franchigie dell'Arizona che partecipano al Big Four (le quattro grandi leghe sportive professionistiche americane) sono le seguenti:
- Arizona Cardinals (NFL), con sede a Tempe.
- Arizona Coyotes (NHL), con sede a Glendale.
- Arizona Diamondbacks (MLB)
- Phoenix Suns (NBA)

A Eloy, tra le città di Phoenix e Tucson, ha anche sede uno dei più importanti centri di paracadutismo del mondo.
Sempre a Phoenix è presente il circuito Phoenix International Raceway, valevole per il campionato NASCAR.